# Societat Astronòmica de França
La Societat Astronòmica de França (Société astronomique de France), o SAF és una associació francesa fundada per Camille Flammarion el 1887, reconeguda d'utilitat pública i regida per la llei de l'1 de juliol del 1901 (és a dir, una associació voluntària). El seu objectiu és promoure el desenvolupament i la pràctica de l'astronomia.
La SAF està oberta a tothom. Publica les revistes L'Astronomie i Observations et Travaux, i organitza conferències mensuals a l'Institut Oceanogràfic de París. La SAF compta amb 14 comitès especialitzats. Ofereix l'oportunitat de descobrir el cel en diversos esdeveniments astronòmics des de la cúpula de l'Observatori de la Sorbona, en ple cor de París. També té el seu propi estudi òptic.
Arran dels tràgics incidents que van tenir lloc a Barcelona i altres ciutats catalanes durant la Setmana Tràgica, un grup d'anarquistes va intentar fer que s'expulsés Alfons XIII de l'agrupació per ser un «assassí». Finalment, després d'un al·legat de Camille Flammarion en contra de l'actuació de la societat en temes polítics o religiosos, es va rebutjar la proposta.